# Gigante de Cerne Abbas

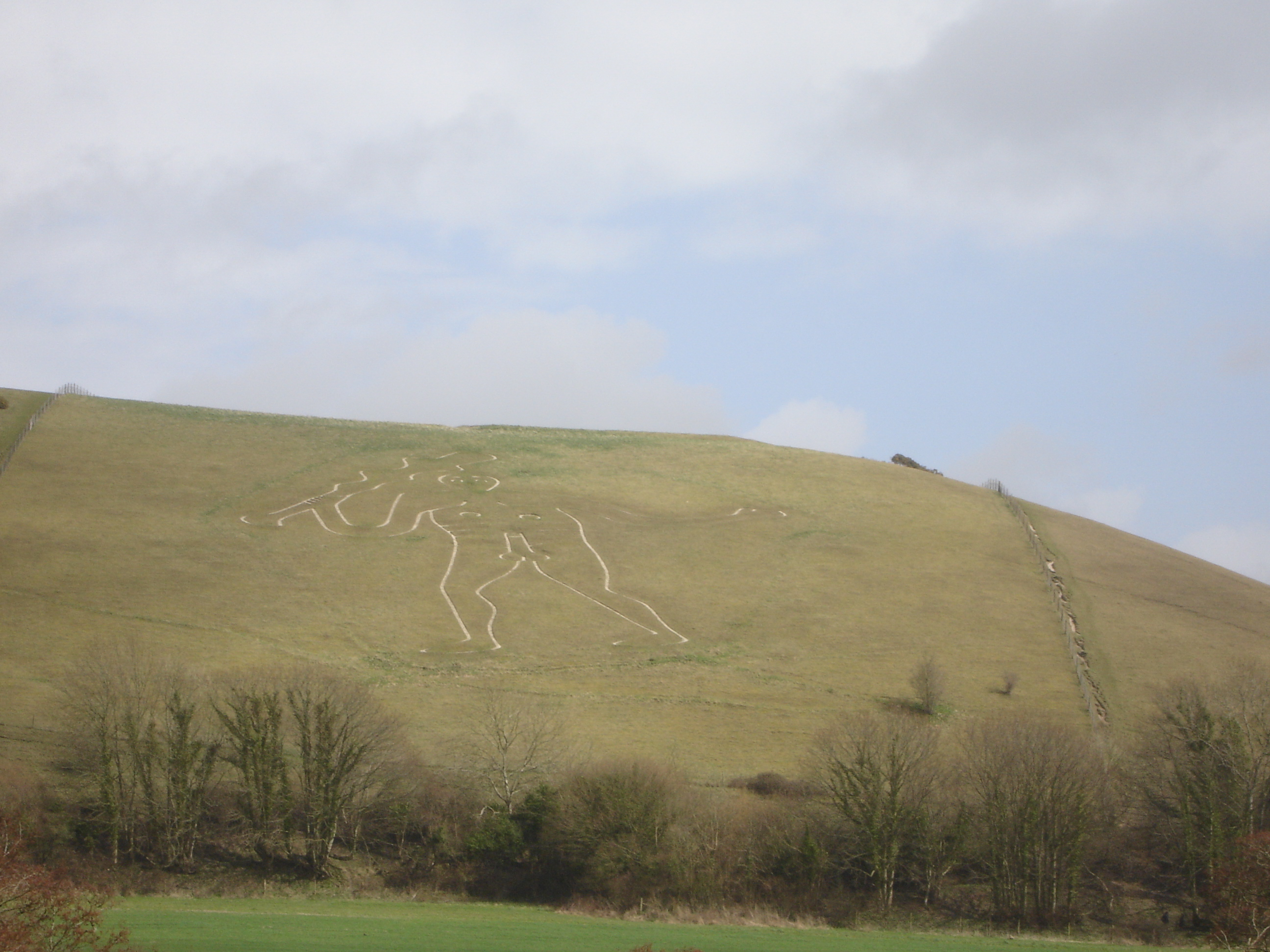
El Gigante de Cerne Abbas al atardecer

El Gigante de Cerne Abbas es una figura de colina situada en las proximidades del pueblo de Cerne Abbas, en el valle del río Cerne, 10 km al norte de Dorchester, Dorset, Inglaterra, Reino Unido. La figura también recibe los nombres de Rude Man (‘Hombre Rudo’) o Rude Giant (‘Gigante Rudo’).

## Descripción

Diseño del Gigante (visto directamente desde arriba)

La imagen mide 55 metros de alto por 51 de ancho. Representa a un hombre desnudo que sostiene un gran bastón de caza de 37 metros. Su cabeza es muy pequeña con relación al resto del cuerpo y su pecho y costillas están bien definidos, pero su rasgo más sobresaliente es sin duda su falo en erección y sus testículos. El Gigante está tallado en la tierra rica en creta (tiza) de una ladera y puede verse bien desde el extremo opuesto del valle o desde el aire. Los surcos que lo componen, que se rellenan con tiza para que el Gigante pueda ser bien visto desde las alturas, miden 30 cm de ancho.
Junto a la cabeza del Gigante, encima y a la derecha, se encuentra un pequeño recinto cuadrado que data de la Edad del Hierro.

## Origen

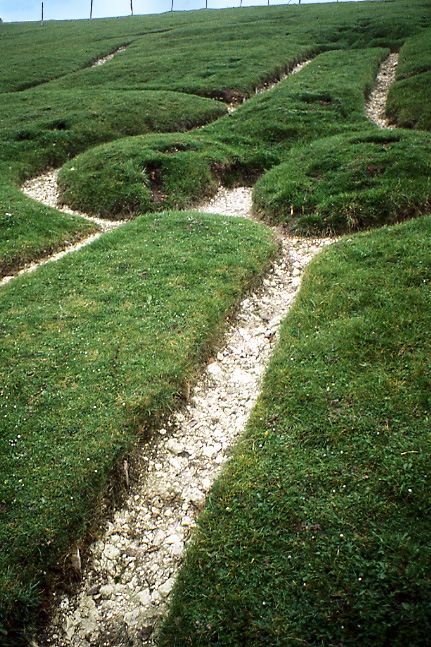
Detalle (genitales)

El Gigante de Cerne Abbas es una obra antigua, pero no se ha aclarado definitivamente ni el momento en que se realizó ni el propósito que motivó a sus hacedores. Su origen no parece remontarse más allá de finales del siglo XVII, ya que no existe mención alguna al Gigante en los documentos históricos anteriores a 1649, fecha del primer registro que se conoce de la figura. Las teorías que lo asocian a cultos de la fertilidad de la época celta o romana son, pues, difíciles de demostrar.
Según los expertos, la teoría con más fuerza acerca del significado del Gigante de Cerne Abbas es que se trata de una representación del héroe de la mitología clásica Hércules. Este suele ser mostrado con una maza en la mano derecha y una piel de león en el brazo izquierdo, en una postura muy parecida a la del Gigante. La conexión con Hércules se ha visto reforzada por el reciente descubrimiento de los vestigios de una línea, actualmente borrada, que podría representar una piel de animal en el brazo izquierdo del Gigante.
Hoy día se baraja la interesante posibilidad de que el Gigante de Cerne Abbas sea una parodia del líder político inglés Oliver Cromwell (1599-1668). En 1774, el Reverendo John Hutchins afirmó que el Gigante había sido creado por Lord Denzill Holles, el propietario de la colina desde 1642 hasta 1666, para satirizar la ley puritana impuesta por Cromwell. Cromwell era llamado burlonamente el «Hércules de Inglaterra» por sus enemigos. Parece la tesis más sólida, ya que explicaría tanto la inclusión de la figura en los registros durante el siglo XVII como sus vínculos con el héroe mitológico.

## Folklore
El Gigante siempre ha estado asociado en las tradiciones populares de la zona a la fertilidad. Se creía que hacer el amor en el interior de su enorme falo ayudaba a la concepción. Las mujeres jóvenes dormían en él para asegurar un futuro matrimonio. Durante cientos de años ha sido una costumbre local erigir un palo de mayo (gran estaca decorada con flores y coloridas cintas que se planta el 1 de mayo, alrededor de la cual bailan parejas de niños y que está asociada a la pervivencia de antiguos ritos paganos de exaltación de la primavera) en el recinto prehistórico situado sobre la cabeza del Gigante. Grupos religiosos neopaganos veneran actualmente al Gigante como un símbolo de la fertilidad, a pesar de que su origen dista mucho de ser precristiano.

## Conservación
Como el Caballo Blanco de Uffington (figura de colina que existe desde tiempos prehistóricos, tal vez la única realmente procedente del mundo antiguo en toda Inglaterra) y otras imágenes similares, el Gigante de Cerne Abbas ha sido y sigue siendo periódicamente renovado. Ha sufrido daños y ataques en algunas ocasiones. Durante la época victoriana, su falo fue cubierto con tierra porque resultaba inaceptable para la moral de entonces. De hecho, es posible que la actual longitud desproporcionada del falo se deba a la reconstrucción posterior a su cobertura,[cita requerida] el ombligo habría sido igualmente tapado y, al reelaborar el conjunto, se habría confundido con el extremo del falo.

## Parodias
En 1997, alumnos de la Universidad de Bournemouth decidieron crear una «compañera» para el Gigante y realizaron una figura femenina perecedera junto a él. En 2007, para la promoción de la película de Los Simpson en el Reino Unido, se dibujó con pintura biodegradable una imagen colosal de Homer Simpson, en calzoncillos y con una dona en la mano, al lado del Gigante.
En noviembre de 2013, la Fundación Nacional para Lugares de Interés Histórico o Belleza Natural, con el objeto de apoyar la campaña Movember, autorizó a que pusieran temporalmente un gran bigote de hierba de 11 m de ancho por 2,7 m de alto al Gigante.